# Château de Villotran
Le château de Villotran est situé sur la commune de Villotran, dans le département de l'Oise.  

## Historique
Bâti au XVIIIe siècle, le château est actuellement propriété de la famille Flajoliet et de la famille Lavergne. Il a accueilli les 20 et 21 avril 2013 les musiciens de l'association "Assas de Concert", unique association de musique de l'université Paris II Panthéon-Assas, pour une session de répétitions.